# Охранник (фильм, 2006, США)
«Охранник» (англ. The Sentinel) — экшн-триллер 2006 года о ветеране Секретной службы США, которого после покушения на президента США подозревают в предательстве. В фильме снимался Майкл Дуглас в роли ветерана Секретной службы США, Кифер Сазерленд в роли его протеже, Ева Лонгория Паркер — новобранец Секретной службы и Ким Бейсингер — в роли Первой леди. Фильм основан на одноимённой новелле бывшего агента Секретной службы Джеральда Петиевича и снимался в Вашингтоне и канадском Торонто.

## Сюжет
Пит Гаррисон — агент Секретной службы США и один из личных телохранителей Первой леди Сары Бэллэнтайн, с которой у него роман. Он один из старейших и опытнейших агентов, был причастен к спасению жизни Рональда Рейгана во время покушения. Его коллега и близкий друг агент Чарли Мерривезер был убит на пороге собственного дома. Пит узнаёт от надёжного информатора, что убийство Мерривезера связано с готовящимся покушением на президента, а также, что к этому причастен кто-то из охраны президента (информатор согласился назвать имя за 1 млн. долларов). Расследованием убийства занялся бывший протеже и бывший лучший друг Гаррисона Дэвид Брекинридж и новичок Секретной службы Джилл Марин, которые начали с того, что заставили всех агентов пройти тест на детекторе лжи. Тем временем Гаррисон получает по почте компрометирующие фотографии, на которых он с первой леди, потом по телефону его заманивают в кафе, которое на самом деле является местом встречи колумбийских картелей, и где он попадает в поле зрения агентов. В совокупности с тем, что он к тому же не прошёл тест на детекторе лжи из-за своего романа, Пит становится главным подозреваемым в заговоре, то есть агентом-предателем.
Когда Брекинридж приходит арестовывать Гаррисона, выясняется, что у Пита был роман с женой Дэвида и это вызвало распад его семьи, что Гаррисон отрицает. Гаррисон сбегает от агентов и идет к первой леди, чтобы всё ей рассказать и начать собственное расследование заговора. После непродолжительных поисков он находит своего информатора уже мертвым. Возле дома Чарли он видит незнакомую машину и, следуя за ней, находит одного из убийц, а также канадские паспорта, оружие и пропуски на предстоящий саммит Большой восьмёрки, где должен завтра появиться президент. Он убивает неизвестного, снимает его отпечатки пальцев и звонит Джилл Марин. Позже ему звонит Брекинридж и сообщает, что хотя в той квартире много крови везде, но нет ни трупа ни всего того, о чём говорил Пит.
Тем временем, первая леди рассказывает Брекинриджу о своём романе с Гаррисоном, и тот, найдя Гаррисона в полиции Торонто, говорит, что верит в его невиновность. Вместе они соображают, что только старший агент Уильям Монтроз не проходил тест на детекторе лжи и именно он отвечает за безопасность на саммите. Лидер убийц встречается с Монтрозом и объясняет ему его действия на саммите, куда и когда необходимо привести президента. Но Монтроз отказывается, тогда лидер угрожает ему убийством жены и детей.
На саммите Гаррисону и Брекинриджу удается защитить президента, Монтроза убивают заговорщики, а их лидер, захвативший в заложники первую леди, убит Гаррисоном. После этого Гаррисон выходит на пенсию.

## В ролях
| Актёр           | Роль                        |
| --------------- | --------------------------- |
| Майкл Дуглас    | Пит Гаррисон                |
| Кифер Сазерленд | Дэвид Брекинридж            |
| Ева Лонгория    | Джилл Марин                 |
| Мартин Донован  | Уильям Монтроуз             |
| Ким Бейсингер   | первая леди Сара Бэллэнтайн |
| Дэвид Раш       | президент Бэллэнтайн        |
| Рауль Бханеджа  | Азиз Хассад                 |
| Кристин Леман   | Синди Брекинридж            |

## Отзывы
В основном фильм получил отрицательные рецензии — 34 % на Rotten Tomatoes. Некоторым обозревателям, таким, как Los Angeles Times, фильм понравился.